# Willi Kollo

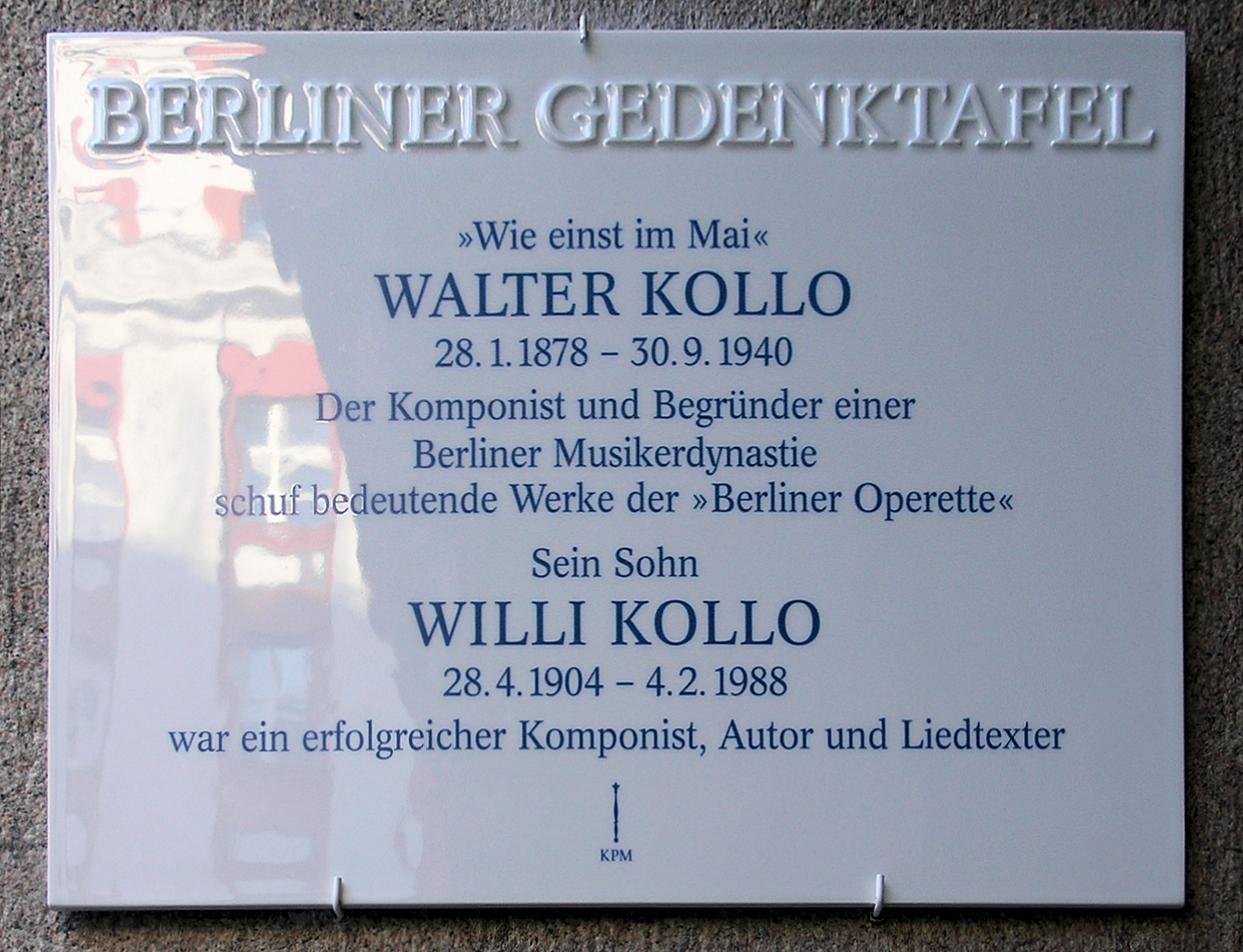
Gedenktafel am Haus Friedrichstraße 101, in Berlin-Mitte

Willi Kollo, gebürtig Willi Artur Kollodzieyski (* 28. April 1904 in Königsberg; † 4. Februar 1988 in West-Berlin), war ein deutscher Komponist und Autor.

## Leben
Willi Kollo war der Sohn des Komponisten Walter Kollo sowie dessen Frau Marie Kollo, geborene Preuß (1883–1954). Er begann seine Laufbahn in jungen Jahren als enger Mitarbeiter seines Vaters. So verfasste er schon als Zwölfjähriger Texte für dessen Operetten. Unter anderem arbeiteten die beiden bei der Operette Marietta zusammen, die 1917 im Metropol-Theater in Berlin uraufgeführt wurde. Aus dem Werk stammen die Titel Was eine Frau im Frühling träumt und Warte, warte nur ein Weilchen.
Später machte Willi Kollo sich einen Namen als Autor von Kabarett-Revuen in Berlin Ende der 1920er Jahre. Ab 1930 schrieb er zudem Drehbücher und Filmmusik. Nach dem Zweiten Weltkrieg zog er von Berlin nach Hamburg, um 1955 wieder nach Berlin zurückzukehren. Er gründete einen Musikverlag, der auch seine eigenen Chansons herausgab.
Ein Werbespruch seiner Firma in den 1950er Jahren lautete:
Was immer auch der Nachwuchs treibt,

ob Rock er, Chacha, Mambo schreibt:

Kollo bleibt!
Er war der Vater des Tenors René Kollo und der Agentin für Musiktheater und Musik- und Bühnenverlegerin Marguerite Kollo.

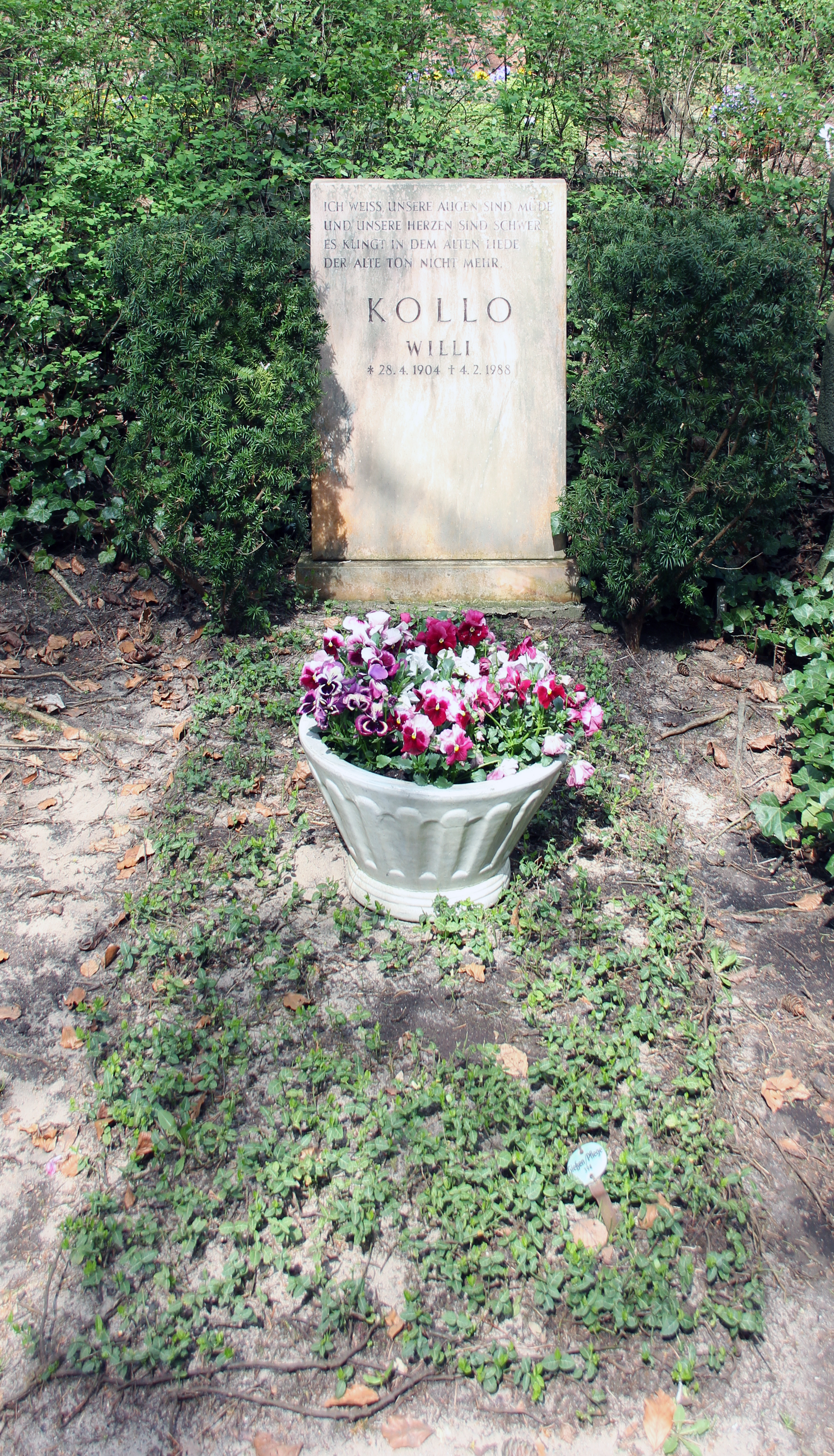
Grab von Willi Kollo auf dem Friedhof Heerstraße in Berlin-Westend

Willi Kollo starb im Februar 1988 im Alter von 83 Jahren in Berlin an Herzversagen. Sein Grab befindet sich auf dem landeseigenen Friedhof Heerstraße in Berlin-Westend (Grablage: 13-C-2).
Am 30. September 2010 wurde am Berliner Admiralspalast, für dessen Revuetheater die Kollos tätig waren, eine Gedenktafel für Walter und Willi Kollo enthüllt.

## Publikationen
- „Als ich jung war in Berlin…“ Literarisch-musikalische Erinnerungen. Bonus-CD mit 23 historischen Aufnahmen von Walter und Willi Kollo. Bearbeitet und herausgegeben von seiner Tochter Marguerite Kollo, Schott, Mainz 2008, ISBN 978-3-00-047615-0 - E-Book-ISBN 978-3-00-048857-3.
- „Als ich jung war in Berlin…“ Literarisch-musikalische Erinnerungen. Hörbuch. Gelesen von Marguerite & René Kollo. 3 CDs, incl. historische Tonaufnahmen. duo-phon-records, 2010, ISBN 978-3-937127-18-7.
- Jahreszeiten meines Lebens – Ein Lachen klingt, ein Lächeln schweigt. Gedichte aus dem Leben des Autors 1904–1988. Bearbeitet und herausgegeben von Marguerite Kollo. ISBN 978-3-00-052785-2.

## Filmografie (Auswahl)
Als Liederkomponist, wenn nicht anders vermerkt:
- 1929: Eveline und ihr Rin-Tin-Tin – Ich hab zuhaus ’nen riesengrossen Rintintin
- 1929: Jetzt geht’s der Dolly gut – Jetzt geht’s der Dolly gut
- 1929: Zille-Typen – Das war sein Milljöh
- 1930: Der Tiger
- 1931: Meine Frau, die Hochstaplerin – Ich zieh mit dir in ein kleines Stübchen • Zum Glück gehören zwei, mein Kind
- 1933: Liebe muß verstanden sein – Ein kleiner Vorschuß • Gibt’s im Radio Tanzmusiki
- 1934: Jungfrau gegen Mönch – Man lebt ja doch nur einmal • Warum bist du so allein
- 1937: Ball im Metropol – Ein ganzer Tag mit dir allein • Heut ist ein Märchen der Liebe aufgewacht
- 1937: Meine Freundin Barbara – Wovon andre Mädchen träumen, davon träum ich auch
- 1939: Wir tanzen um die Welt – Tanzen und jung sein • Einmal wirst du wieder bei mir sein • Nur keine Komplimente • Wir wünschen Ihnen alles Gute • Das kleine Koffergrammophon
- 1941: Krach im Vorderhaus – Berlin, dir bleib ich treu • Ich bin ein Berliner Kind
- 1941: Leichte Muse
- 1942: Zwei in einer großen Stadt – Zwei in einer großen Stadt • Morgen um diese Zeit • Heute Nacht
- 1943: Die Wirtin zum Weißen Rößl (Handlungsidee)
- 1948: Arche Nora – Nur nicht weinen
- 1949: Die Freunde meiner Frau – Ich bin heut so vergnügt • Wir wollen Reinemachen • Spießer-Song • Reizende Dorothee
- 1954: Hoheit lassen bitten – Wenn man liebt ist immer Sonntag • Du bist die Königin in meinem Herzen • Irgendwann an irgendeinem Tag im Jahr
- 1958: Solang noch Untern Linden